# نيل كارول
نيل كارول (بالإنجليزية: Neil Carroll)‏ (21 سبتمبر 1988 في المملكة المتحدة - ) هو لاعب كرة قدم بريطاني في مركز الوسط. لعب مع نادي تشستر سيتي وليه جنيسيس ‏ وكارنارفون تاون ‏.

## وصلات خارجية
- نيل كارول على موقع قاعدة بيانات كرة القدم.إي يو (الإنجليزية)
- نيل كارول على موقع Soccerbase.com (لاعب) (الإنجليزية)